# ミ・コラソン・エス・トゥヨ
『ミ・コラソン・エス・トゥヨ』（スペイン語: Mi corazón es tuyo）は、メキシコのテレビドラマ。テレビサで2014年6月30日から2015年3月1日まで放送された。

## 登場人物
アナ・レアル
演：シルビア・ナバロ
フェルナンド・ラスカライン
演：ホルヘ・サリナス
イザベラ・バスケス・デ・カストロ
演：マイリン・ビジャヌエバ